# Denny Crane
Pour les articles homonymes, voir Crane.
Denny Crane est un personnage fictionnel de la série Boston Justice (Boston Legal), interprété par William Shatner.

## Personnage
Légende du barreau, invaincu sur prés de six mille procès, Denny Crane apparaît pour la première fois dans The Practice comme un avocat mégalomane et excentrique aimant répéter son nom à des moments inopportuns. C'est un républicain convaincu voire caricatural, favorable à la vente libre des armes à feu, obsédé par l'argent, tenant régulièrement des propos limites sur les étrangers et les homosexuels. Dans Boston Justice, il souffre probablement d'un début d'Alzheimer, où du moins, d'une dégénérescence neurologique. Ayant découvert au cours d'un procès que ses symptômes étaient analogues à ceux de la maladie de Creutzfeldt-Jacob, il préfère parler sa maladie sous le nom de "Vache Folle". 
Pour préserver sa dignité comme la réputation du cabinet, il doit donc être moins présent au tribunal, ce que son gros ego supporte difficilement : il consacre alors la plupart de son temps en bouffonneries diverses (tirer sur un sans-abri au pistolet de paintball, faire des expériences sexuelles avec une unijambiste, voler la coupe Stanley pour y graver son nom, vanter les mérites des armes à feu chez Larry King, traquer de jeunes et jolies célébrités... ) quitte à avoir des ennuis avec la justice et risquer son licenciement.
Denny s'est marié cinq fois (dont une au cours de la série) et continue de rechercher la nouvelle Madame Crane en faisant force rentre-dedans à toutes les femmes qu'il rencontre. Il continue cependant de fantasmer sur Shirley Schmidt, l'une de ses anciennes flammes et associée du cabinet, à l'image de laquelle il a fait faire une poupée gonflable, Shirley Schmidt-ounette (en V.O : Shirley Schmidt'ho). Il a un fils "adoptif" du nom de Donny Crane, qui exerce lui aussi la profession d'avocat.
Malgré son impressionnant égoïsme, Denny Crane peut aussi se montrer surprenant et faire preuve de sensibilité : il assume ses sentiments pour jeune femme de petite taille, avoue son respect à un rival proche de la mort, souffre de ne pas avoir de véritable "héritier" et de se voir traité en vieux boulet après avoir été un juriste respecté. Il confie souvent ses angoisses à son meilleur ami Alan Shore sur le balcon de son bureau, à a fin de sa journée de travail. 
Le personnage fait de nombreuses références à la carrière passée de Shatner, notamment à son rôle de Capitaine Kirk dans Star Trek.